# Tiziano Ballarin
Tiziano Ballarin (Milano, 17 marzo 1899 – Milano, 31 luglio 1978) è stato un calciatore italiano, di ruolo centrocampista.

## Carriera
Debutta in massima serie con il Milan nel 1922-1923, disputando con i rossoneri 85 gare e mettendo a segno 6 reti nell'arco di sei stagioni. Gioca poi tre stagioni a Pavia.
Riposa nel Cimitero Maggiore di Milano, tumulato in un colombaro.

## Palmarès

### Club

#### Competizioni nazionali
- Seconda Divisione: 1

Pavia: 1928-1929